# Episodi di SOKO Wismar (ottava stagione)
L'ottava stagione della serie televisiva SOKO Wismar è stata trasmessa in anteprima in Germania dalla ZDF tra il 20 ottobre 2010 e il 16 marzo 2011.
| nº | Titolo originale             | Titolo italiano | Prima TV Germania | Prima TV Italia |
| -- | ---------------------------- | --------------- | ----------------- | --------------- |
| 1  | Schusslinie                  | inedito         | 20 ottobre 2010   | inedito         |
| 2  | Bankgeheimnis                | inedito         | 27 ottobre 2010   | inedito         |
| 3  | Die Gräfin                   | inedito         | 3 novembre 2010   | inedito         |
| 4  | Kurzschluss                  | inedito         | 10 novembre 2010  | inedito         |
| 5  | Die letzte Chance            | inedito         | 17 novembre 2010  | inedito         |
| 6  | Hochwild                     | inedito         | 24 novembre 2010  | inedito         |
| 7  | Die Prophezeiung             | inedito         | 1º dicembre 2010  | inedito         |
| 8  | Väter und Söhne              | inedito         | 8 dicembre 2010   | inedito         |
| 9  | Schlechte Karten für Belinda | inedito         | 15 dicembre 2010  | inedito         |
| 10 | Eine kleine Sehnsucht        | inedito         | 22 dicembre 2010  | inedito         |
| 11 | Lottokönig                   | inedito         | 12 gennaio 2011   | inedito         |
| 12 | Die Abrechnung               | inedito         | 19 gennaio 2011   | inedito         |
| 13 | Auf Messers Schneide         | inedito         | 26 gennaio 2011   | inedito         |
| 14 | Genug                        | inedito         | 2 febbraio 2011   | inedito         |
| 15 | Muttertag                    | inedito         | 9 febbraio 2011   | inedito         |
| 16 | Nachtzug nach Wismar         | inedito         | 16 febbraio 2011  | inedito         |
| 17 | Das Krokodil                 | inedito         | 23 febbraio 2011  | inedito         |
| 18 | Tödlicher Flirt              | inedito         | 2 marzo 2011      | inedito         |
| 19 | Ausgeschraubt                | inedito         | 9 marzo 2011      | inedito         |
| 20 | Die Frau am Fenster          | inedito         | 16 marzo 2011     | inedito         |